# Seat Pagine Gialle
SEAT Pagine Gialle S.p.A. è stata una casa editrice italiana quotata presso la Borsa valori di Milano, attiva nel settore dell'editoria fino al 20 giugno 2016, quando si è fusa per incorporazione con Italiaonline S.p.A..

## Storia

### Fondazione
SEAT Società Elenco Abbonati al Telefono, nasce il 23 maggio 1925 con un capitale di 100 000 lire. La sede operativa è a Torino in via Saluzzo 56. Gli azionisti sono: SIP-Società Idroelettrica Piemonte (65%) e Giani (35%). Umberto Brogli, vicedirettore della SIP-Società Idroelttrica Piemonte, viene eletto presidente e Giuseppe Giani, titolare della società Giani & C., ex concessionaria per la pubblicazione degli elenchi telefonici di Stato e di fatto rilevata dalla SEAT, alla carica di consigliere delegato.
Nel 1926 SEAT Società Elenchi ufficiali degli Abbonati al Telefono di Torino pubblica il suo primo elenco telefonico che, contrariamente ai precedenti, risulta maggiormente organizzato, essendo formato da tre elenchi distinti: uno ordinato per numero, uno ordinato alfabeticamente per abbonato e uno ordinato per indirizzo. Tale elenco telefonico, capostipite di quelli succedutisi negli anni, comprende gli abbonati del Piemonte, con esclusione della provincia di Novara.

### Periodo dal 1926 al 1996
Il 29 ottobre 1964 la SIP-Società Idroelettrica Piemonte incorpora le 5 Concessionarie telefoniche nazionali (SPIPEL, TELVE, TIMO, TETI e SET) e cambia denominazione in SIP-Società Italiana per l'esercizio telefonico. Inoltre, per vincoli derivanti dalla Concessione telefonica così acquisita, cede la partecipazione nella SEAT Società Elenchi ufficiali degli Abbonati al Telefono (che a quell'epoca aveva raggiunto il 100%) alla STET insieme a tutte le altre partecipazioni non elettriche (pure fuse nella SIP).

...........

### Dal 1996 al 2009
SEAT era una società parte del gruppo IRI-STET, che nel 1996 cedette il 61% delle azioni alla società veicolo Ottobi S.p.A. per 1.643 miliardi di lire.
Nel 2000, grazie ad un accordo con Telecom Italia, SEAT Pagine Gialle acquista l'emittente televisiva italo-monegasca Telemontecarlo, costola della TMC francese, che nel 2001 verrà chiusa e rinominata con il marchio LA7. LA7 passerà in seguito: di nuovo a Telecom Italia e poi a Cairo Communication.
Nel corso degli anni si sono succedute diverse società aventi la stessa denominazione, o denominazioni assai simili, fino alla nuova SEAT S.p.A. costituita il 12 maggio 2003 in seguito alla scissione della vecchia SEAT Pagine Gialle S.p.A., che prevedeva il trasferimento a SEAT S.p.A. del complesso aziendale composto dall'area di business denominata Directories (raccolta di pubblicità e pubblicazione di prodotti cartacei e on line), dall'area di business denominata Directory Assistance (erogazione di servizi informativi per via telefonica e attività di call center) e dall'area di business denominata Business Information (fornitura alle aziende di servizi di marketing e data base management).
Allo stesso tempo, la vecchia SEAT Pagine Gialle S.p.A. rimane operativa con la nuova denominazione, dal 12 maggio 2003, Telecom Italia Media.
Il 12 maggio 2003 Telecom Italia cede SEAT Pagine Gialle al gruppo Silver. Enrico Giliberti (che prende il posto di Riccardo Perissich) assume il ruolo di presidente e Luca Majocchi assume il ruolo di amministratore delegato di SEAT Pagine Gialle.
La nuova SEAT Pagine Gialle S.p.A. assume l'attuale struttura nel luglio del 2003, quando la SEAT S.p.A. citata viene incorporata nella controllante Silver S.p.A., che viene a sua volta incorporata nello stesso tempo dalla propria controllante Spyglass S.p.A., la quale assume contestualmente l'attuale denominazione SEAT Pagine Gialle S.p.A.
Nel maggio del 2004 SEAT Pagine Gialle emette l'obbligazione Lighthouse: obbligazione decennale (rimborso nell'aprile 2014) di 1,3 miliardi di euro con interesse all'8% annuo.
Nel gennaio 2009 l'assemblea straordinaria degli azionisti ha deciso per un aumento di capitale di 200 milioni di euro. Il 9 febbraio 2009 Luca Majocchi ha annunciato al cda le proprie dimissioni; il 29 aprile viene sostituito da Alberto Cappellini come nuovo ad. Il 21 marzo 2009 l'azienda ha inaugurato la nuova sede operativa, situata presso le ex officine Savigliano in corso Mortara 22 a Torino.

### Anni 2010
Nel gennaio 2010 SEAT ha emesso un prestito obbligazionario di 7 anni di 550 milioni di euro con interesse al 10,5% annuo. A ottobre 2010 SEAT ha emesso un prestito obbligazionario di 7 anni di 200 milioni di euro con interesse al 10,5% annuo.
Alla fine del 2011 sono avvenuti degli eventi che condizioneranno il futuro di SEAT PG. A novembre 2011 SEAT PG ha deciso di non pagare gli interessi sul debito, mettendosi in una condizione di default tecnico.
Il 6 gennaio 2012 la società di rating Standard & Poor's ha assunto la decisione di modificare il rating del debito bancario Senior Secured di SEAT da CCC- a D.
Il consiglio di amministrazione di Seat, che aveva preso tempo fino al 17 gennaio 2012 per trovare un accordo con i creditori e ristrutturare il debito, ha presentato un piano di ristrutturazione del debito che ha trovato il pieno appoggio dei bondholders ed è stato accolto positivamente dal mercato.
Il 24 marzo 2012 muore improvvisamente l'AD di SEAT PG, Alberto Cappellini.
Il 31 agosto 2012 avviene l'incorporazione di Lighthouse in SEAT PG: il numero di azioni passano da 1.927.027.333 a 16.066.212.958. Le azioni perdono (nello stesso giorno) il 67%.
Il 22 ottobre 2012 l'assemblea degli azionisti ha nominato il nuovo consiglio d'amministrazione e il nuovo amministratore delegato Vincenzo Santelia.
Il 28 gennaio 2013 SEAT annuncia di non pagare la cedola delle obbligazioni Senior Secured in scadenza il 31 gennaio (42,2 milioni di euro); le azioni crollano del 41% (con scambi pari ad 1/4 del capitale sociale, ovvero più di 4 miliardi di azioni). Il 29 gennaio le agenzie di rating declassano il gruppo (sia rating corporate, sia quello delle Senior Secured Notes): il rating assegnato da Standard & Poor's prima passa da B- a CC, mentre la valutazione di Moody's è abbassato da Caa1 a Caa3. Il 4 febbraio SEAT ha depositato la domanda di ammissione al concordato preventivo cosiddetto "in bianco" ai sensi dell'art. 161 della legge fallimentare.
Nel settembre 2014 l'assemblea dei creditori chirografari ha dato voto favorevole al concordato preventivo. Il 22 dicembre è stato portato a termine il piano di salvataggio del gruppo con l'emissione di nuove azioni (6.400 miliardi di titoli) e il contestuale raggruppamento di 1 azione ogni 100. La ricapitalizzazione ha di fatto annullato il precedente azionariato sostituendolo con una compagine composta quasi totalmente da ex creditori del gruppo torinese (istituti di credito e obbligazionisti) che hanno approvato il concordato preventivo e hanno accettato la conversione del debito in azioni. Gli azionisti che fino al 19 dicembre detenevano il 100% di SEAT si sono diluiti allo 0,25% facendo spazio ai creditori. I nuovi azionisti post conversione, di conseguenza, detengono il 99,75% dopo aver sottoscritto nuove azioni al prezzo di 0,0031 euro (valore post-raggruppamento).
Nel 2015 Vincenzo Santelia lascia le cariche di amministratore delegato e presidente. Italiaonline diventa azionista di maggioranza e il consiglio di amministrazione di quest'ultima nomina presidente e amministratore delegato Antonio Converti.
Nel corso dell'anno viene avviata l'operazione finanziaria di integrazione tra SEAT e ItaliaOnLine.
Il 20 gennaio 2016 i consigli di amministrazione di SEAT Pagine Gialle e Italiaonline hanno approvato il progetto di fusione per incorporazione di Italiaonline in SEAT PG rinominata ItaliaOnLine S.p.A.. L'operazione di fusione, efficace dal 20 giugno 2016, con il raggruppamento di 1.000 vecchie azioni sia ordinarie che di risparmio per una nuova azione Italiaonline, ha portato alla nascita dell'operatore leader nel mercato italiano della pubblicità digitale per grandi account e nei servizi di comunicazione per le piccole e medie imprese, in grado di offrire visibilità sul web attraverso servizi di web marketing e di digital advertising, inclusi la gestione di campagne pubblicitarie e la generazione di lead attraverso i social network e i motori di ricerca, oltre che sui mezzi tradizionali rappresentati dalle directory cartacee, online e telefoniche.

## Prodotti
Nonostante i diversi passaggi di proprietà, l'attività della società era rimasta prevalentemente legata a quella tradizionale, ovvero all'edizione degli elenchi telefonici, anche se radicalmente cambiati rispetto al passato.
La società si occupava infatti della realizzazione degli elenchi telefonici, sia alfabetici (Pagine bianche) che categorici (Pagine gialle), in forma cartacea o, della loro diffusione online attraverso i rispettivi portali, della raccolta pubblicitaria legata a questi prodotti, della fornitura attraverso call center delle stesse informazioni e dell'edizione di altri prodotti analoghi o comunque a questi collegati.
Di più recente costituzione sono stati i prodotti relativi all'area internet: a parte la messa in linea degli annuari cartacei, SEAT Pagine Gialle si stava specializzando anche in nuovi prodotti dell'era digitale. Nella Divisione Internet, che aveva sede a Milano, (la sede principale era a Torino) sono stati sviluppati prodotti all'avanguardia: PGVisual che associava tutti gli operatori commerciali, inserzionisti e non, alla loro georeferenziazione su mappa e su ortofoto satellitari. SEAT forniva altri servizi collaterali, come ad esempio la possibilità di ricercare eventi e manifestazioni in Italia e prenotare il biglietto relativo, il tutto ovviamente ricercabile su mappa e foto.
La società controllava anche la SEAT Corporate University, scuola di comunicazione per le piccole e medie imprese.

## Dati legali
Denominazione: SEAT Pagine Gialle S.p.A.
Sede legale: Corso Mortara, 22 - 10149 Torino

## Principali partecipazioni
- Digital Local Services 100%
- Consodata S.p.A. 100%
- Europages S.A. Parigi (Francia) 98,37%
- Prontoseat S.r.l. 100%

## Dati economici e finanziari
I risultati economico-finanziari del gruppo SEAT Pagine Gialle dell'esercizio 2014 e dell'esercizio 2013 sono stati predisposti secondo i Principi contabili Internazionali emessi dall'International Accounting Standards Board e omologati dall'Unione Europea (IFRS).
- RICAVI consolidati a € 408,2 milioni in diminuzione del 18,9%.
- EBITDA consolidato a € 32,6 milioni, in diminuzione del 63,5%.
- Utile del periodo di competenza del Gruppo pari a € 1.379,2 milioni (perdita di € 347,6 milioni nell'esercizio 2013) destinato alla ricostituzione del patrimonio netto della Società secondo quanto deliberato dall'Assemblea straordinaria del 4 marzo 2014.
- FREE CASH FLOW OPERATIVO si attesta a € 0,6 milioni e INDEBITAMENTO FINANZIARIO NETTO al 31 dicembre 2014 con saldo a credito pari a € 71,4 milioni

### Capitale sociale
| Al 30 dicembre 2014:        | 20.000.000,00 di euro |
| Numero azioni ordinarie:    | 64.267.615.339        |
| Numero azioni di risparmio: | 6.803                 |

### Valore delle azioni
Il prezzo delle azioni SEAT Pagine Gialle al 30 dicembre 2014 è stato pari a € 0,0029, rispetto ad un prezzo al 30 dicembre 2013 di € 0,17, con una capitalizzazione di Borsa di circa € 186 milioni e con circa 258 mln di azioni scambiate (pari allo 0,4% del capitale). Tale prezzo risulta sostanzialmente in linea con il valore unitario delle azioni di SEAT di nuova emissione, pari a Euro 0,0031 (post raggruppamento) determinato nel mese di gennaio 2014 dagli Amministratori di SEAT PG, con la consulenza di KPMG Advisory S.p.A., nell'ambito della redazione della propria Relazione all'Assemblea degli Azionisti del 4 marzo 2014, in merito alla proposta di aumento di capitale riservato ai creditori finanziari appartenenti alle Classi B e C, ad esito della positiva conclusione della procedura concordataria.

### 2010
Nel 2010 SEAT Pagine Gialle S.p.A. ha avuto ricavi per 1,11 miliardi di cui (al lordo di elisioni):
- 875,54 milioni - Area Directories Italia (elenchi telefonici, advertising, marketing on-line, e-commerce, servizi 89.24.24 e 12.40)
- 142,27 milioni - Area Directories Assistance (call center per la gestione di servizi a valore aggiunto -acquisto biglietti per teatri e mostre, prenotazioni alberghiere, noleggio auto ecc.-)
- 70,62 milioni - Area Directories UK
- 54,81 milioni da altre attività (direct marketing, prodotti informatici B2B, merchandising)

Ebitda di 483,90 milioni, Ebit negativo per 307,85 milioni, perdite per 667,36 milioni. Patrimonio netto di 357,8 milioni, indebitamento finanziario netto di 2,73 miliardi, 4.810 dipendenti.
La società è negli ultimi anni ha ricevuto diverse valutazioni negative da parte delle agenzie di rating per via dell'elevato indebitamento rapportato al capitale sociale e al fatturato. Dal 2004 al 2010 la società ha pagato 200 milioni di euro all'anno di interessi sul debito (più della metà del guadagno della società). Tra il 2011 e il 2014 la società dovrà rimborsare più di due miliardi di euro di debiti, una cifra nettamente superiore al patrimonio della società e ai guadagni della stessa. Da queste considerazioni sono emersi i giudizi negativi delle agenzie di rating che equiparano i titoli azionari emessi dalla società a titoli spazzatura.

### 2012
Nel 2012 SEAT Pagine Gialle S.p.A. ha conseguito ricavi per 808.80 milioni, di cui:
- 626.85 milioni - Area Directories Italia
- 100.3 milioni - Area Directories Assistance
- 57.09 milioni - Area Directories UK
- 43.88 milioni da altre attività

A tali dati vanno sottratti 19.5 milioni di elisioni.
I ricavi sono in calo a causa della contrazione degli investimenti delle società italiane nel settore pubblicitario e del peggioramento delle attività dei servizi di assistenza telefonici.
Ebitda di 295.96 milioni, Ebit negativo per 1.75 miliardi, perdite per 1.05 miliardi. La perdita è imputabile ad una serie di svalutazioni condotte sulle attività immateriali, per un totale di 1.88 miliardi.
Patrimonio netto negativo di 968.15 milioni, circa 416 milioni di immobilizzazioni in attività immateriali, 3.997 dipendenti.